# Wolfram Starke (Architekt)
Wolfram Starke (* 1932 in Zschaiten) ist ein deutscher Architekt.

## Leben
Geboren in Zschaiten, machte Starke von 1946 bis 1949 eine Lehre als Zimmerer. Von 1949 bis 1952 studierte er an der Ingenieurschule für Bauwesen in Dresden und Köthen. Von 1952 bis 1990 entwarf er als Architekt für die Einrichtung der Deutschen Post in Berlin, Magdeburg und seit 1955 in Dresden. Ab 1965 befasste er sich mit dem Neu- und Ausbau von Katholischen Kirchen; ab 1990 war er bei der Deutschen Telekom beschäftigt und lieferte Entwürfe für die Telekombauten. Im Jahre 1997 trat er in den Ruhestand und lebt heute in Dresden.

## Werke
- 1956/57: Wohnungsbau AWG Deutsche Post Comeniusstraße, Dresden
- 1956–1961: Entwurf von Richtfunktürmen, Postämtern, Fernmeldegebäuden, Wohnungsbau u. a. 1959: Wohnungsbau AWG Deutsche Post (Lückenschließung Fetscherstr. 33–37)
- 1962/64: Hauptpostamt Dresden 6
- 1976/80: Umgestaltung der katholischen Kirche St. Antonius (Großräschen)
- 1978/80: Katholische Kirche in Cottbus
- 1978/81: Fernmeldedienstgebäude Postplatz
- 1985: Innengestaltung des Erdgeschosses von Schloss Eckberg zusammen mit G. Lippmann
- 1998/99: Katholische Kirche St. Jacob in Mülsen
- 2000/01: Kapelle St. Antonius in Schirgiswalde